# Isole di Kruzenštern
Le isole di Kruzenštern o Krusenstern (in russo Острова Крузенштерна, ostrova Kruzenšterna) sono un gruppo di piccole isole russe nel mare di Kara.
Amministrativamente fanno parte del distretto di Tajmyr del Territorio di Krasnojarsk, nel Circondario federale della Siberia.
Le isole portano verosimilmente il nome dell'ammiraglio ed esploratore estone d'origine svedese Adam Johann von Krusenstern. Viene chiamata "isola di Krusenstern" anche l'isola Piccola Diomede che si trova nello stretto di Bering.

## Geografia
Le isole, ravvicinate fra di loro, sono situate al largo, ad ovest della penisola Zarja, a circa 17 km da capo Schilling (мыс Шиллинга). Si trovano circa 11 km a sud-ovest dell'isola di Gavrilov e a nord-ovest dell'isola di Rykačev. Il gruppo è composto da due piccole isole di circa 1,5 e 1 km di lunghezza, un isolotto a sud-ovest e alcuni scogli.
Altre isole nelle vicinanze:
- Isola Prodolgovatyj (остров Продолговатый), a nord-nord-ovest.
- Isole di Baklund (острова Баклунда), a sud-sud-ovest.